# 美最时洋行
美最时洋行（C. Melchers GmbH & Co.） 是德国一个历史悠久、规模较大的贸易公司。

## 历史
1806年，C. Melcher在德国不来梅创立了美最时洋行，从事国际进出口业务。并是最早在北美洲从事贸易经营的欧洲公司。其经营的重点逐步转向机械和工业产品，成为知名的机械供应商之一。
1866年，美最时洋行在香港建立中国的首家分公司，1877年在上海设办事处。到第一次世界大战之前，在汉口、广州、天津、汕头、青岛等地都设立了分支机构，建立了出口商品加工厂（如汉口的美最时蛋厂、美最时洋行净皮厂）、办公大楼、码头仓库（如上海的张家浜货栈）以及宿舍，经营长江航运，代理北德劳埃德轮船公司的远洋航运业务。美最时洋行青岛分行还经营崂山汽水公司和美口酒厂（MelCo），汉口分行还在福街（Victoria street，今二曜路）投资建造了美最时电灯公司，向汉口德租界供电。
第一次世界大战后，美最时洋行撤退回国，几年后又卷土重来。1945年第二次撤退回国。
现在美最时洋行在中国的北京、上海、广州设有代表处，在乌鲁木齐、重庆、南京和大连设有办事处。